# Deresse Mekonnen
Deresse Mekonnen (Sheno, 20 ottobre 1987) è un mezzofondista etiope, due volte campione mondiale indoor dei 1500 metri piani.

## Palmarès
| Anno | Manifestazione      | Sede        | Evento       | Risultato  | Prestazione | Note |
| ---- | ------------------- | ----------- | ------------ | ---------- | ----------- | ---- |
| 2007 | Mondiali            | Osaka       | 1500 m piani | Batteria   | 3'43"15     |      |
| 2008 | Mondiali indoor     | Valencia    | 1500 m piani | Oro        | 3'38"23     |      |
| 2008 | Campionati africani | Addis Abeba | 1500 m piani | 4º         | 3'44"19     |      |
| 2008 | Giochi olimpici     | Pechino     | 1500 m piani | Semifinale | 3'37"85     |      |
| 2009 | Mondiali            | Berlino     | 1500 m piani | Argento    | 3'36"01     |      |
| 2010 | Mondiali indoor     | Doha        | 1500 m piani | Oro        | 3'41"86     |      |
| 2011 | Mondiali            | Taegu       | 1500 m piani | Semifinale | 3'47"18     |      |

## Altre competizioni internazionali
2008
- Bronzo ai Bislett Games ( Oslo), 1 miglio - 3'49"72

2009
- Oro ai Bislett Games ( Oslo), 1 miglio - 3'48"95